# Hermann Eich
Hermann Cornelius Eich (geboren am 23. Juli 1879 in Kleve; gestorben am 7. Februar 1963 in Rheinbreitbach) war ein preußischer Verwaltungsjurist und von 1919 bis 1936 Landrat des Kreises Kleve.

## Leben
Der Katholik Hermann Eich war ein Sohn des langjährigen Klever Landrats Peter Eich aus dessen Ehe mit Magdalena Eich, geb. Hermes. Nach dem Besuch des Gymnasiums Theodorianum in Paderborn, von dem er mit Ablegung der Reifeprüfung am 5. März 1901 abging, studierte er bis 1905 in Freiburg, Berlin, Leipzig und Bonn Rechts- und [Staatswissenschaft]en. Nachfolgend am 22. Januar 1906 zum Gerichtsreferendar ernannt, wechselte Eich noch im selben Jahr unter Ernennung zum Regierungsreferendar am 16. Dezember in den allgemeinen Verwaltungsdienst über. Mit Ablegung der Großen Staatsprüfung 1911 Regierungsassessor, fand er im Weiteren als Hilfsarbeiter bei den Landratsämtern in Liegnitz bzw. ab April 1913 in Bunzlau Beschäftigung, bevor er von 1914 bis 1918 zum Kriegsdienst als Teilnehmer am Ersten Weltkrieg einberufen wurde. Noch im letzten Kriegsjahr am 11. März 1918 zum Regierungsrat befördert, wechselte er im Dezember 1918 – sein Vater stellte am 25. des Monats seinen Antrag auf Versetzung in den Ruhestand – als Hilfsarbeiter an das Landratsamt Kleve an die Seite seines Vaters.
Während der Vater Peter Eich zum 1. April 1919 in Kleve aus dem Dienst scheiden sollte, jedoch bereits am 14. März in Wiesbaden starb, übernahm Hermann Eich ab dem 1. Februar vertretungsweise die Leitung der Verwaltung und wurde zum 1. April kommissarisch in der Nachfolge des Vaters zum Landrat ernannt. Am 7. Juni 1920 erhielt Hermann Eich schließlich auch die definitive Bestallung zum Landrat in Kleve. Vom 23. März 1923 bis März 1924 durch die Interalliierte Rheinlandkommission ausgewiesen, nahm Eich im Oktober 1924 seine Amtsgeschäfte wieder auf. Er verblieb auch nach der Machtergreifung 1933 im Amt, wurde dann aber am 31. Juli 1936 in den einstweiligen Ruhestand versetzt und am 9. September an die Regierung in Düsseldorf versetzt, wo er zum 1. Mai 1939 auf eigenen Wunsch in den Ruhestand trat. Hermann Eich gehörte seit 1925 dem Zentrum an.

## Familie
Hermann Eich heiratete am 18. Mai 1928 in Köln Viktoria Duhr (geboren am 16. Februar 1895 in Köln), eine Tochter von Mathieu Duhr und dessen Ehefrau Victoria Duhr, geborene De Thy.